# ارین گرینینگ
ارین گرینینگ (انگلیسی: Erin Greening؛ زادهٔ ۲۰ ژوئن ۱۹۹۷) بازیکن فوتبال اهل ایالات متحده آمریکا است.
از باشگاه‌هایی که در آن بازی کرده‌است می‌توان به باشگاه فوتبال اورلندو پراید اشاره کرد.